# Fort Qu'Appelle
Fort Qu'Appelle är en ort i Kanada.   Den ligger i provinsen Saskatchewan, i den sydöstra delen av landet, 2 200 km väster om huvudstaden Ottawa. Fort Qu'Appelle ligger 484 meter över havet och antalet invånare är 1 919. Den ligger vid sjön Echo Lake.
Terrängen runt Fort Qu'Appelle är huvudsakligen platt. Fort Qu'Appelle ligger nere i en dal. Trakten runt Fort Qu'Appelle är nära nog obefolkad, med mindre än två invånare per kvadratkilometer.. Fort Qu'Appelle är det största samhället i trakten.
Trakten runt Fort Qu'Appelle består till största delen av jordbruksmark.